# Cretabythinae
Cretabythinae (лат.) — ископаемое подсемейство мелких архаичных ос из семейства Bethylidae из отложений мелового периода.

## Название
Название семейства происходит от имени типового рода Cretabythus — от лат. creteus «меловой» и -bythus — часть названия используемого при именовании ос-бетилид (например, рода Scolebythus).

## Распространение
Янтари мелового периода: бирманский янтарь (Мьянма) и таймырский янтарь (Россия, Сибирь, полуостров Таймыр).

## Описание
Осы от мелких до средних размеров (длина тела 2,5—7 мм); тело не особенно опушено; голова прогнатная; лоб плоский; сложные глаза развиты; антенна с 13 антенномерами; максиллярные пальпы с шестью члениками; срединная лопасть наличника короткая, не выступающая; затылочный киль присутствует; дорсальная пронотальная область шире длины; проплеврон более или менее развит; простернум почти скрыт прококсами и проплеврой; переднеспинка с нотаулем и парапсидальным сигнумом; мезоскутеллум сзади округлый; метанотум развит, отделяя мезоскутеллум от метапектально-проподеального комплекса; метапектально-проподеальный комплекс не удлинён, без задних шипов или выступов. Оба пола макроптерные; тегула присутствует; переднее крыло с жилками C, Sc+R, M+Cu, A, Rs+M, Rs, R1, базальные сегменты M и Cu трубчатые; ячейки [C], [R], [1Cu], [1R1], [1M] и [2R1] закрытые; [2Cu] закрыт у Cretabythus; заднее крыло только с присутствующей жилкой C. Коготки на лапках слегка изогнуты; метасома без особых изменений.

## Систематика
В 2023 году род † Cretabythus Evans, 1973 вместе с родами †Holopsenelliscus Engel, 2019 и † Megalopsenella были выделены из состава Holopsenellinae и включены в подсемейство † Cretabythinae Brazidec et al., 2023.
Филогенетическое положение † Cretabythinae среди других подсемейств ос-бетилид иллюстрируются следующей схемой (Brazidec et al., 2023): †Cretabythinae + (†Lancepyrinae + (Mesitiinae + ((†Elektroepyrinae+Bethylinae) + (Scleroderminae +((†Protopristocerinae + Epyrinae) + Pristocerinae))))).
- † Cretabythus Evans, 1973[1]
- † Holopsenelliscus Engel, 2019[3]
  - † Holopsenelliscus pankowskiorum Engel, 2019
- † Megalopsenella Jouault et al., 2020[4]
  - † Megalopsenella pouilloni Jouault et al., 2020